# Walter Lambe
Walter Lambe (1450 o 1451 – 1504) è stato un compositore inglese del XV secolo.

## Biografia
Quasi nulla si sa sulla sua vita, se non la data di morte che avvenne dopo il 29 settembre del 1504, e le uniche notizie conosciute riguardano le sue composizioni presenti su tre importanti libri corali: Libro corale di Eton, Lambeth e Caius.

## Lista di sue opere presenti nel Libro corale di Eton
- Ascendit Christus
- Gaude Flori Virginali (perduta)
- Magnificat
- Nesciens mater
- O Maria plena gratia
- O Regina caelestis gloria (perduta)
- Salve regina
- Stella caeli
- Virgo gaude gloriosa (perduta)